# قالی ارمنی

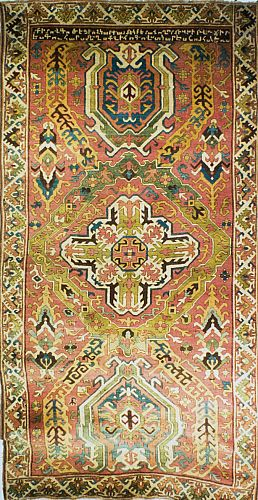
فرش گوهار ۱۶۸۰ میلادی

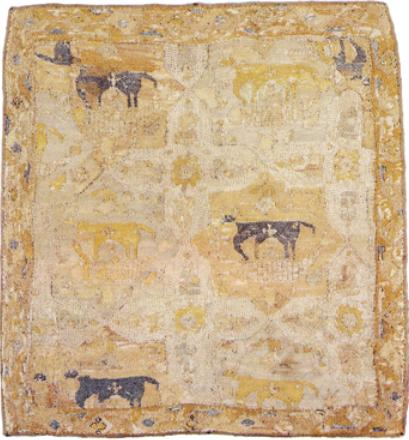
فرش ارمنی در اصفهان اوایل سده هفدهم

ارمنیان، که جزو نخستین پیروان رسمی مسیحیت (از ۳۰۱ میلادی) هستند، میراث کهن انگاره‌ها و نمادهای فرهنگ و سنت خود را با مفهوم روحانی آیین جدید تلفیق کردند و در طول روند تکامل نقش‌ها موفق به بیان قوی و آشکار آنها به صورت نمادهای مسیحی شدند. امروزه، آثار هنری به جای مانده و شناخته شده مانند معماری کلیساها، چلیپاسنگ‌ها، صفحات تذهیب شده انجیل‌ها، فرسکو، هنر فلزکاری، کنده کاری چوب، سفالگری و نیز هنرهای سنتی دستبافت مانند فرش، گلیم، گلدوزی و غیره تداوم و تکرار این نقش‌های سنتی را به روشنی نشان می‌دهند.
این دسته از نقش‌های تزئینی، که در اصل نقش‌هایی نمادین و حامل معانیای خاص هستند، دو نکته مهم را یادآوری می‌کنند:
اول اینکه همگی این نقش‌ها با گذشت زمان سیر تکاملی خاصی را از نظر پربارتر شدن طی کرده‌اند.
دوم اینکه همگی آنها در منطقه وسیع جغرافیایی که امروزه دیگر به نام ارمنستان شناخته نمی‌شود شکل گرفته‌اند.
هنگام بررسی سیر تکامل فرهنگ و تمدن هر ملت رخدادهای تاریخی نقشی مهم در روشنتر شدن حقایق دارند چراکه به تغییر وضع سیاسی ـ اجتماعی می‌انجامند و نام فاتحان پیروز و حکومتشان به منزلهٔ برچسبی (که شامل دوره‌های هنری در تمدن‌ها نیز می‌شود) به کار می‌رود.
این مسئله را در تاریخ ارمنستان، که سده‌ها حکومت بیگانگان و اقوام مهاجم بر آن سایه افکنده است و بخش بزرگی از سرزمین‌های آن امروزه به نام کشور ترکیه شناخته می‌شود، به خوبی می‌توان دید. تا پیش از نسل‌کشی ارمنی‌ها محل سکونت طبیعی ارمنیان و مردم بومی تحت نفوذ بیگانگان مهاجم و حتی امپراتوری‌های بزرگ در جغرافیای گسترده‌ای که سده‌ها در آن زندگی می‌کردند تغییر نکرده بود و به همین دلیل محدودهٔ زندگی آنها تبدیل به «گسترهٔ نفوذ فرهنگ ارمنی» شده بود (حتی بدون داشتن حکومت).
این گسترهٔ فرهنگ ارمنی تأثیر فراوانی بر فرهنگ اقوام فاتحی داشت که اغلب دارای روحیه‌ای وحشی و جنگجو بودند و با تسخیر این سرزمین‌ها حکومت جدیدی بنا می‌نهادند و در آنجا ساکن می‌شدند. نمی‌توان انتظار داشت که این فاتحان بیابان گرد دارای فرهنگ و تمدنی بارورتر از ارمنیان بومی ساکن این مناطق بوده باشند؛ بنابراین، به راحتی تحت تأثیر فرهنگ و تمدن ارمنی قرار می‌گرفتند.
دکتر «فولکمر گانتزهورن» در کتاب «فرش‌های شرقی مسیحی»، نوشته است:
این کار ادامهٔ تحقیقات علمی اف.ار. مارتین< (۱۹۰۸ میلادی) و کورت اردمان< (۱۹۵۵ میلادی) و سومین کتاب در زمینه پیشینهٔ کامل فرش‌های شرقی است. فرش‌های شرقی با نمادهای مسیحی دلیل اصلی تألیف این کتاب بوده ولی باید بگویم که در ابتدای شروع کارم هیچگونه تصوری دربارهٔ اصالت مسیحی این فرش‌ها نداشتم تا اینکه پس از اتمام دست نوشته‌هایم خواستم دربارهٔ فرش‌های شرقی نیز تألیفی داشته باشم. در کمال تأسف دریافتم که تا سده نوزدهم میلادی فرش‌های معدودی وجود داشته‌اند که منسوب به اسلام و حاوی نقش‌های اسلامی بوده‌اند و آنها نیز در کنار فرش‌های مسیحی کتاب آمده‌اند. هدف نهایی من کوششی است برای جبران بی عدالتی تاریخی ای که در حق ارمنیان به خاطر موقعیت سرزمینشان صورت گرفته زیرا آنان بارها و بارها مورد هجوم، تبعید، تقسیم سرزمین آبا و اجدادی، استثمار، کشتار و بد رفتاری قرار گرفته‌اند. هنر و فرهنگ قومی آنان به تاراج رفته و اصالت ذاتی آن در طی سده‌های گذشته با ریاکاری و نادیده گرفتن حقایق به دست فاتحان سرزمینهایشان غصب شده است. این مجموعهٔ نادر از نقش‌ها و طرحهای اصیل، که مشخصهٔ فرش‌های شرقی به حساب می‌آیند، بخشی از میراث و شناسه ارمنیان است که حال باید بدین سان شناخته شود».»

## تاریخ
مدارک حاصل از دانش باستان‌شناسی حاکی از آن است که فرش از دوران باستان و از بدو پیدایش کالایی ارزشمند و در خور پادشاهان به حساب می‌آمده.
یکی از نخستین نمونه‌های شناخته شده قالی پازیریک در گور پادشاه سکایی یافت شده و در متون کهن تاریخی از نمونه‌های متعدد دیگری، که متعلق به شاهان ایران باستان و دوران پس از اسلام بوده‌اند، نیز یاد شده‌است.

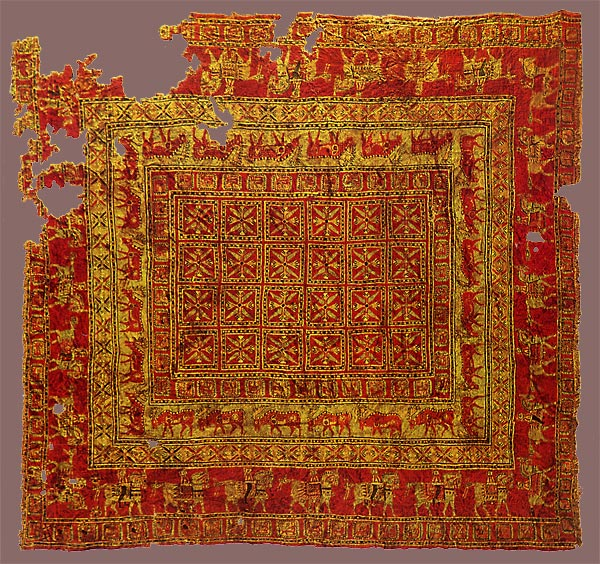
قالی پازیریک

شواهد و مدارک تاریخی به جای مانده از تمدن‌های اولیهٔ شرق و سپس دورهٔ قرون وسطی تا اوج دورهٔ نوزایی در غرب همواره حکایت از آن دارند که نخستین مورد استفاده از فرش برای نمایش نمادین نیروی معنوی (پیامبر و قدیس) و مادی (فرمانروا و پادشاه) بوده‌است. قدرت پادشاهان با فرش‌های خاص و باارزش بر روی اریکه مجسم می‌شد.
تصاویر متعددی نیز از نقاشی‌های اروپایی وجود دارد که متعلق به دورهٔ پیش از اصلاحات کلیسایی است و مکان‌های پرستش آیین مسیحی را با فرش و منسوجات تزئین شده نشان می‌دهد، مانند فضاهایی در کلیسا همچون محراب کلیسا، پله‌های منتهی به آن، سکوی وعظ و جایگاه ویژهٔ روحانی و غیره.
خاستگاه اصلی نقش‌های جانوری و فرش‌های اشرافی سده سیزدهم میلادی در اروپا پادشاهی ارمنی کیلیکیه بود و دلیل رواج آن را می‌توان حضور صلیبیون (از سده یازدهم میلادی) در این منطقه دانست.
از سده سیزدهم تا اوایل سده پانزدهم (میلادی) اشیای متبرک بر روی زمین‌های از فرش یا منسوج قرار داده می‌شدند. در نسخه‌های قدیمی انجیل‌های ارمنی و سوری نیز تصویر خود عیسی یا حواری کاتب بر روی زمینه‌ای از فرش قرار دارد.

## قالی ارمنی
ابن خلدون (پیش از ۴۱۲ قمری) از «ارمنی محفوری» و «بوسوط محفوری» نام برده و «طبری» (۱۵۱ قمری) به ارمینیا و فرش ارمنی اشاره کرده.
ثعالبی، محمد بریشیری، بیهقی، مقدس اردبیلی، ابن حوقل، ابن بطوطه و ابوالفدا نیز در نوشته‌های خود بارها از فرش‌های ارمنی نام برده‌اند که بایستی به منزلهٔ غرامت همراه با مبلغ تعیین شده به حاکم داده می‌شد یا پیشکش بود و محل تولید خاصی داشت.
«ایتن مارتیز» در نقل از غنایم جنگی کروم، پادشاه بلغاری، در آسیا به فرش‌های پرزدار ارمنی با نام لاتین «آرمنیتیکا سترونگلومالتِریا» اشاره می‌کند. ابن حوقل محدودهٔ دقیق تولید محفور ارمنی را از مرند، تبریز، دوین تا دیگر نواحی ارمنستان بسط می‌دهد.
بنابر این منابع عرب‌زبان بیشتر مراکز قالیبافی ارمنستان در اثر هجوم سلجوقیان، در ۱۰۷۱ (میلادی)، از بین رفت. در بخش غربی ارمنستان ارزروم، که تنها مرکز بافت باقی ماندهٔ ارمنی در ناحیهٔ سلطان‌نشین «ایکونیوم» بود، اشاره شده‌است.

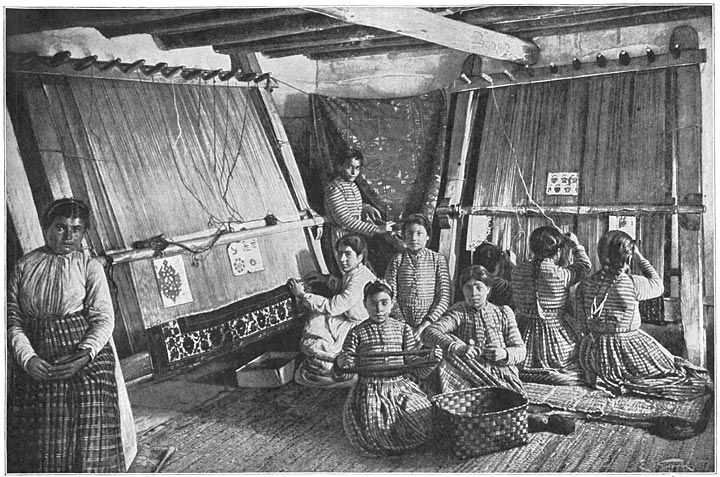
دخترهای ارمنی در حال بافتن فرش در شهر وان، ارمنستان غربی سال ۱۹۰۷ میلادی

در گسترهٔ نفوذ فرهنگی ارمنستان شرقی، از مراکزی که به حیات خود ادامه دادند می‌توان به شهرهای دوین، که فرش‌های آن به فرش‌های ارغوانی معروف بود، تبریز و شروان اشاره کرد. واژهٔ عربی قالی، که در زبان ترکی تبدیل به هالی شده‌است، در زمان هجوم سلجوق‌ها (سده یازدهم میلادی) برای توصیف فرش‌های ارمنی به کار می‌رفت.
صنایع دستی ایرانی (تألیف جِی گلوک و سومی هیراموتو گلوک)، به نقل از آرتور پوپ دربارهٔ تاریخ تولید کهن‌ترین فرش‌ها آمده:
اکنون روشن شده که شهرهایی از آذربایجان در سده دهم میلادی دارای تولید گستردهٔ فرش بودند و احتمال دارد که این صنعت مرتبط با ارمنستان بوده باشد زیرا یکی از شهرهایی که در آن هم زیلو و هم فرش نماز (سجادهٔ امروزی) می‌بافتند «وارتان» نام داشت که اسمی ارمنی است. همچنین فرش‌های زیلو را به تعداد زیاد در شهرهای خوی، بِرگری، آرجیج، اخلاط، نخجوان و استان بتلیس تولید می‌کردند».

## نقش‌ها، نمادها در فرش ارمنی
نقش صلیب یا هر نوع نقش نمادین دیگر را نباید و نمی‌توان یک طرح تزیینی محض دانست. فرش‌هایی که به دست ما رسیده حامل آن دسته از نقش‌ها و طرح‌های متغیری است که با ادامه و تکرار زنجیره‌وار سنتی دورهٔ تکامل را طی کرده و سلسله‌وار از نخستین هزارهٔ میلادی تا به امروز در گسترهٔ فرهنگ ارمنی پرورانده شده و سپس از این قلمرو به نواحی دوردست آسیا و نیز اروپا راه یافته‌اند.

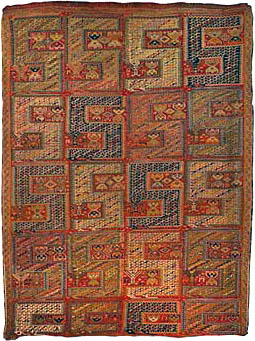
فرش ارمنی با نماد s اوایل سده نوزدهم

نقش‌های به اصطلاح تزیینی بخشی از بقایایی که در گسترهٔ نفوذ فرهنگ ارمنی توانسته‌اند تا به امروز از بلایای طبیعی و تخریب عمدی جان سالم به در برند همگی، در یک خط سیر تکامل واحد، مدام تکرار شده‌اند به طوری که یک نقش مایهٔ اصیل و کهن با گذشت زمان به پختگی و کمال رسیده است.
نقش‌های صلیب از تعدادی طرحهای اولیهٔ مشتق شده‌اند و ساختار همگی آنها بر اساس بسط و گسترش صلیب ستارهٔ G۲ و صلیب نماد نور است که ارزش ویژهٔ نمادین دارد. این دو طرح، به منزلهٔ نماد، تجلی ظهور یا رستاخیز مسیح و بهشت را تداعی می‌کنند.
دو شکل Տ و Յ از نمادهای مشخص ارمنی هستند. نماد Տ شکل اولین حرف کلمهٔ ارمنی Տէր (تِر) به معنی ذات باری تعالی است و Յ در ارمنی کهن اختصار کلمهٔ «او» به معنای ذات مطلق و نیز اولین حرف کلمهٔ Յիսուս (هیسوس) به معنی مسیح است.
این دو حرف نماد ارمنی که در چهار سده پیش از میلاد به‌طور سنتی، به منزلهٔ دافع شَر، کاربرد داشتند حامل معانی متفاوتی بودند که پس از ابداع الفبای ارمنی در سده پنجم میلادی و ترجمهٔ انجیل به زبان ارمنی با مهمترین کلمات مقدس مسیحیت مرتبط شدند. با انتقال این نمادها به آیین جدید امکان حفظ شکل بیرونی و معنای محتوای درونی آنها نیز فراهم آمد.
در شکل ظاهری Տ، ارمنیان نه تنها نشانهٔ خدا بلکه تصویر اژدها را نیز مجسم می‌کنند.
در ارمنستان یک اژدهای ثانوی و قدیمی‌تر نیز وجود داشته که با برداشتی کاملاً برعکس نماد نیکی، دانایی و نگهبان آب بوده و به منزلهٔ نیرویی که مظهر خنثی کنندهٔ بی عدالتی و پلیدی است شناخته می‌شده.
شکل‌های a-f به ترتیب از بالا به پایین مراحل تکاملی نقش E را به Ω و Յ نشان داده که از ابتدای هزارهٔ اول میلادی شروع و طی سده‌های یازدهم تا سیزدهم میلادی تبدیل به زنبق و سپس شکوفه بلوط و در پایان «درخت یسی» شد.
دکتر «گانتزهورن» با اینکه بارها به این نظریه برخورده است که شکل‌های a-f می‌توانند شکل ساده شده‌ای از گل زنبق باشند ولی بنابر تحقیقات به نمونه‌های بیشماری از نمادها بر این باور است که به احتمال بسیار زیاد نماد حرفهای شامل معانی «منشأ»، «حیات‌بخش» و «زاینده» به خاطر شکل ظاهری استفاده نمی‌شده‌اند.
طرح اولیهٔ اُمگا (Ω) مانند Յ یا ریشهٔ صلیب، در همهٔ چلیپاسنگ‌ها و نقش‌های برجستهٔ معماری سده هفتم میلادی، همواره نماد رستاخیز است.
حرف ـ نماد دیگری که در فرش‌های تولید شده از منطقهٔ ارمنستان شرقی تا نواحی آسیای مرکزی دیده می‌شود ԴԴ (دد) است که چهارمین حرف از الفبای ارمنی است و به منزلهٔ عدد چهار مورد استفاده بوده که در ارمنستان عددی مقدس به حساب می‌آید.
چهار همواره نمایشگر ارتباط موجود بین عالم قدسی و جهان خاکی بوده‌است. این شیوهٔ تکرار چهار را در انجیلی متعلق به سال ۱۳۰۴ میلادی می‌بینیم که با تصویری از خورشید همراه و ترکیب شده‌است.
در مناطقی که تحت تأثیر فرهنگ ارمنی بود نقش مایهٔ نور (خورشید) ـ صلیب، که نماد نور، حیات و حقیقت بود، رایج شد.
در سیر تکامل نقش‌ها، نمونه‌های اولیهٔ فرش‌ها همواره پیرو یک اصل بودند:
یک صلیب ـ ستاره به همراه لوزی بزرگی که در اطراف، قاب‌هایی چهارگوش با رنگ‌های یکسان دارد. در مرحلهٔ بعد، صلیب ـ ستاره به‌طور جزئی یا کلی حذف شد و درون ترکیب بندی لوزی بزرگ، رنگ نقش‌هایی از قبیل تک برگ‌های نیزهای شکل تغییر یافت.
انواع گوناگون فرش‌های صلیب ـ گلفام را چه از نوع قاب شده یا بدون قاب به یکدیگر ارتباط می‌دهد. آخرین نمونهٔ چنین ترکیبی مشخصهٔ خاص سده هجدهم میلادی است. «فرش گوهار» در این زمینه اهمیت ویژه‌ای دارد زیرا تاریخ ثبت شده بر آن ۱۶۸۰ میلادی است و نوشته‌هایی نیز به زبان ارمنی دارد و می‌تواند مرجع ارزشمندی هم از نظر زمان مشخص تاریخ گذاری و هم از نظر معمای حل شدهٔ موجودیت آن باشد به این معنی که نوع طرح و نقش‌های به کار رفته در این فرش (متعلق به سده هفدهم میلادی) الگوی فرش‌های بعدی است و ثابت می‌کند که بافندگان ارمنی مبتکر چنین فرش‌هایی بوده‌اند.
در فرش گوهار این عبارت نقش بسته:
«من با نام گوهار، که در اعماق روح خود گناهکار و پلید هستم، با دستهای خود فرش را بافته‌ام تا شاید هرکس با خواندن این دعا باعث آمرزش و بخشایش من شود، سال ۱۱۲۹ (۱۶۸۰میلادی)».
فرش‌هایی که نقش صلیب ـ گلفام دارند به احتمال بسیار زیاد باید از «دوکدوم» آرتساخ در ناحیهٔ قراباغ ارمنستان مرکزی آمده باشند.

## نگارخانه

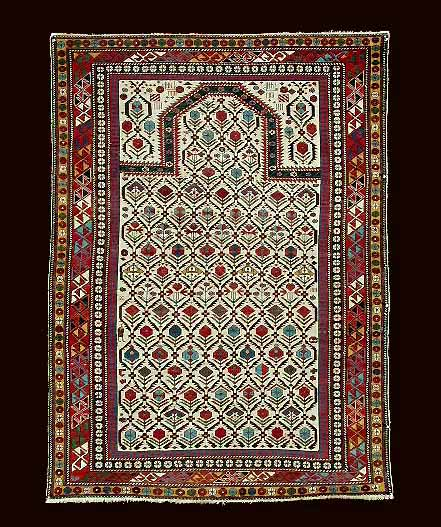
فرش ارمنی اوایل سده نوزدهم
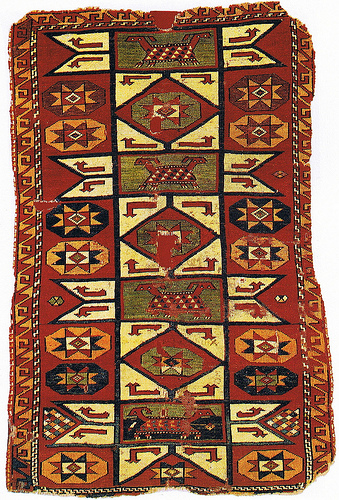
فرش ارمنی موسوم به فرش حیوانات سده شانزدهم
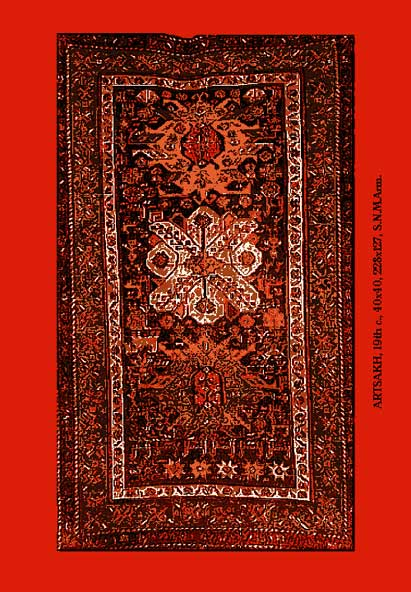
فرش ارمنی ناحیه آرتساخ سده نوزدهم
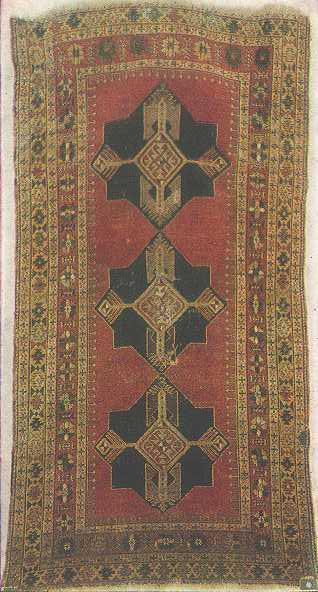
فرش ارمنی ناحیه نخجوان سده نوزدهم
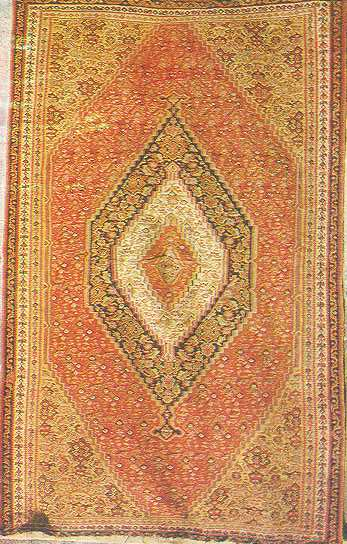
فرش ارمنی شهر خوی
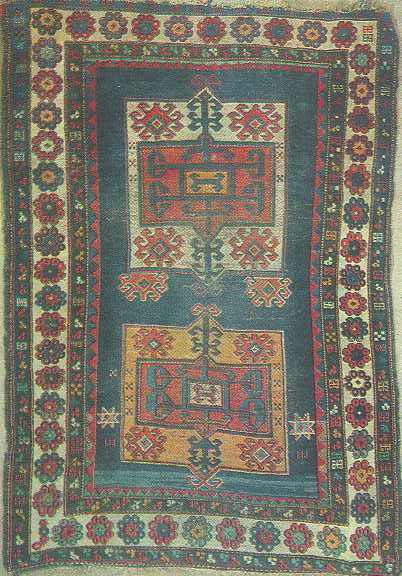
فرش ارمنی شهر گنجه سده نوزدهم
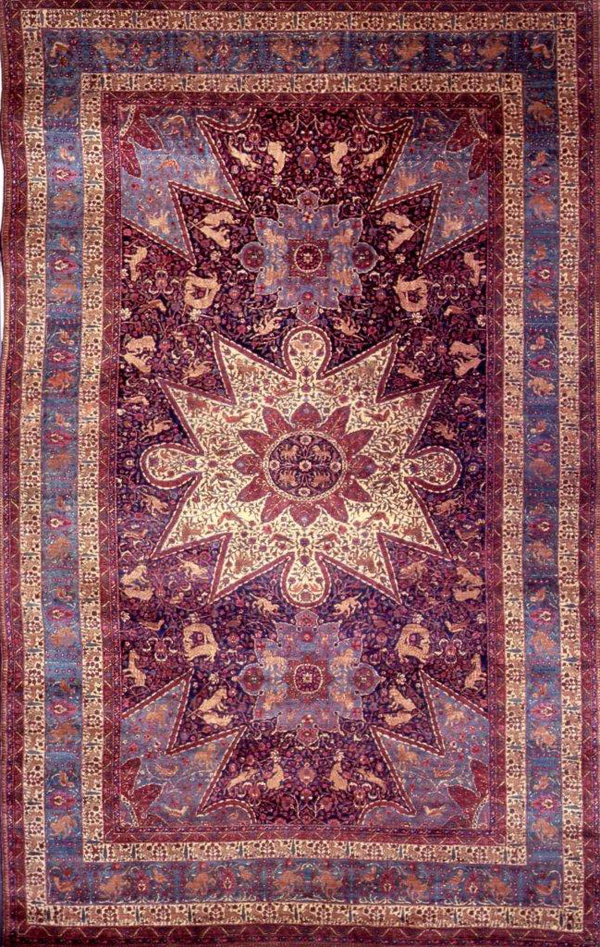
فرش یتیمان ارمنی